# クラシコ (映画)
『クラシコ』は、2010年製作、2011年公開の日本映画。樋本淳監督。ナレーションは安めぐみ。
当時、地域リーグに所属していた、AC長野パルセイロと松本山雅FCの激闘の１年間を追ったドキュメンタリー。カラー / 97分。

## 概要
日本初、サッカー地域リーグに焦点を当てた、長編ドキュメンタリー映画。
2009年当時、長野県初のJリーグチームを目指していた、長野市のAC長野パルセイロと松本市の松本山雅FC。自らの人生をかけてチームの為に奔走するフロント、外国から招聘された監督、アルバイトをしながら練習を続ける選手、Jリーグを解雇され地域リーグにやってきた選手、地元のJリーグチームを夢見て応援し続けるサポーターなど、2チームを取り巻く状況を、1年に渡って記録している。

## あらすじ
2009年、北信越フットボールリーグは、地域リーグの中でも激戦区として知られていた。本格的にJリーグを目指すことを表明している3チーム（AC長野パルセイロ、松本山雅FC、ツエーゲン金沢）に、サッカー専門学校JAPANサッカーカレッジに加えた４強がしのぎを削っていたのだ。Jリーグを目指すための最初の関門であるJFLに昇格する権利を得るためには、北信越フットボールリーグを優勝しなければならない。しかも、その先には、全国のJFL入りを目指すチームが集まって戦う全国地域サッカーリーグ決勝大会が待っている。この当時、北信越フットボールリーグを制しても、そこで全力を出し切ってしまい、全国地域サッカーリーグ決勝大会を突破できない数年が続いており、「地獄の北信越」と呼ばれていた。そんな中、2009年度のリーグ戦がスタート。8チームによる2回総当り、たった14試合で順位が決定する厳しい短期戦が始まった。特に、AC長野パルセイロと松本山雅FCの試合は、「信州ダービー」と呼ばれ、両チームのサポーターが熱い応援をすることでも知られていた。その背景には、廃藩置県にまで遡る両市の「歴史的因縁」もあった。開幕から予想外の展開となった、この年のリーグ戦。４強が潰し合う激闘は、誰もが予想しなかった結末へとなだれ込んでいく。

## キャスト
- バルディエール・バドゥ・ビエイラ
- 薩川了洋
- 町田善行
- 鷲沢幸一
- 青木茂
- 吉澤英生
- 三村敦
- 佐野耕一
- 八木誠
- 山村和永
- 丸山一昭
- 橋本純一
- 橋本政晴
- 木次成夫
- 元川悦子
- 中村篤次郎
- 鷲澤正一
- 菅谷昭
- 永井秀樹
- 安めぐみ（ナレーター）

## スタッフ
- 製作 - クラシコ製作委員会
- プロデューサー - 平澤大輔
- 監督 - 樋本淳
- 撮影 - 野崎明広
- 録音 - 荻久保則男
- 編集 - 村岡哲也
- 制作進行 - 亀山愛明
- 撮影助手 - 阿部龍一　大久保礼司
- スチール - 湯浅叙夫
- 音楽 - OGRE YOU ASSHOLE
- 音響効果 - 塚本桂三
- ＨＤ編集 - 星名隆志
- 整音 - 山田良平
- 通訳 - 中村節子
- 広告デザイン - 網野幹也

## エピソード
- サッカーの地域リーグをドキュメンタリー映画にするという発想は、ノンフィクションライター宇都宮徹壱の著作『股旅フットボール』から始まっている。監督の樋本淳は、宇都宮徹壱からの助言を受けて、信州ダービーを取材対象にしたと語っている。[1]

## 受賞
- ヨコハマ・フットボール映画祭（2011年）
  - 最優秀サポーター賞（AC長野サポーター・松本山雅サポーター）